# Max Irons
Maximilian Paul Diarmuid Irons, más conocido como Max Irons (Camden, Londres, Inglaterra; 17 de octubre de 1985), es un actor y modelo británico. Es conocido por sus papeles en películas como Red Riding Hood (2011), The White Queen (2013), The Host (2013), Woman in Gold (2014), The Riot Club (2014), Bitter Harvest (2017) y The Wife (2018). También protagonizó la serie de suspenso de espías Condor (2018-2020).

## Biografía
Max es hijo del reconocido actor británico Jeremy Irons y la actriz irlandesa Sinéad Cusack. Tiene dos hermanos; su hermano mayor es el fotógrafo y también actor Samuel James Brefni Irons y su medio hermano, fruto de una relación anterior de su madre, es el político irlandés Richard Boyd Barrett. 
Sus abuelos son el actor Cyril Cusack y la actriz Maureen Cusack.
Sus tíos son el director Paul Cusack, el productor Padraig Cusack y las actrices Niamh Cusack, Sorcha Cusack y Catherine Cusack.
Asistió a la Dragon School en Oxford y se graduó del Guildhall School of Music and Drama en el 2008.
Irons tuvo algunos problemas para entrar en el mundo de la actuación debido a la dislexia que padece.

## Trayectoria profesional
Ha aparecido en obras de teatro como Oedipus, The Revenger’s Tragedy, The Cherry Orchard, Plenty, The London Cuckolds, Twelfth Night, New Girl in Town, Under the Blue Sky, entre otras.
También ha trabajado como modelo para firmas tan conocidas como Burberry o Mango, después de ser descubierto por el famoso fotógrafo Mario Testino. 
En el 2011 interpretó a Henry Lazar en la película Red Riding Hood junto con Amanda Seyfried. 
Ese mismo año fue elegido como el número 2 en la lista de los 10 Mejores Nuevos Actores en Hollywood del News Junky Journal, por su papel en Red Riding Hood. En el 2013 se unió al elenco de la película The Host, donde interpretó a Jared Howe. El film fue una adaptación del libro de Stephenie Meyer. Ese mismo año se unió al elenco principal de la serie The White Queen, donde interpretó al rey Edward IV de Inglaterra hasta el final de la serie. También interpretó a Antonio Vivaldi, compositor y músico italiano y una de las figuras más relevantes de la historia de la música, en la película Vivaldi. Max pareció en el drama The Devil's Harvest junto a Ben Kingsley, Terence Stamp, Aneurin Barnard y Samantha Barks. En febrero del 2017 se anunció que se había unido al elenco la serie Condor donde dará vida a Joe Turner.

## Filmografía

### Películas
| Año  | Título original | Personaje                | Ref.  |
| ---- | --------------- | ------------------------ | ----- |
| 2004 | Being Julia     | Curtain Call Boy         |       |
| 2009 | Unrequited Love | Tom                      |       |
| 2009 | Dorian Gray     | Lucius                   |       |
| 2011 | Red Riding Hood | Henry                    |       |
| 2011 | The Runaway     | Tommy Pasqualino         |       |
| 2013 | The Host        | Jared Howe               |       |
| 2014 | The Riot Club   | Miles Richards           |       |
| 2015 | Woman in Gold   | Fredrick "Fritz" Altmann |       |
| 2017 | Bitter Harvest  | Yuri                     |       |
| 2017 | The Wife        | David Castleman          |       |
| 2017 | Crooked House   | Charles Hayward          | [ 7 ] |
| 2018 | Terminal        | Alfred                   |       |

### Series
| Año       | Título original                  | Personaje        | Notas      | Ref.  |
| --------- | -------------------------------- | ---------------- | ---------- | ----- |
| 2011      | The Runaway                      | Tommy Pasqualino | 3 episodes |       |
| 2013      | The White Queen                  | Rey Eduardo IV   | Miniseries |       |
| 2016      | Tutankhamun                      | Howard Carter    | Miniseries |       |
| 2018      | The Little Drummer Girl          | Al               | 2 episodes |       |
| 2018–2020 | Condor                           | Joe Turner       | Lead role  |       |
| 2022      | Flowers in the Attic: The Origin | Malcolm Foxworth | Miniseries |       |
| TBA       | Miss Austen                      | TBA              |            | [ 8 ] |

### Teatro
| Año       | Obra                   | Personaje      | Director          | Teatro                      |
| --------- | ---------------------- | -------------- | ----------------- | --------------------------- |
| 2009      | Wallenstein            | Conde Max      | -                 | Chichester Festival Theatre |
| 2008-2009 | New Girl in Town       | -              | -                 | -                           |
| 2008      | Under The Blue Sky     | -              | -                 | -                           |
| 2008      | Semi-Monde             | -              | -                 | -                           |
| 2007-2008 | City of Angels         | Peter Kingsley | Martin Connor     | -                           |
| 2007      | The London Cuckolds    | Loveday        | Christian Burgess | -                           |
| 2006-2007 | Plenty                 | -              | -                 | -                           |
| 2006      | The Cherry Orchard     | -              | -                 | -                           |
| 2005-2006 | The Revenger's Tragedy | Supervacuo     | Ed Dick           | -                           |
| 2004      | Oedipus                | -              | -                 | -                           |